# Хризостом II
Архієпископ Хризостом II (грец. Αρχιεπίσκοπος Χρυσόστομος Β; в миру Іродотос Дімітріу-Енглістріотіс, грец. Ηρόδοτος Δημητρίου Εγκλειστριώτης; нар. 10 квітня 1941, Тала, біля Пафосу, Кіпр — 7 листопада 2022, Нікосія, Кіпр) — архієпископ Нової Юстиніани і всього Кіпру, предстоятель Православної церкви Кіпру з 5 листопада 2006 року. День ангела — 13 листопада.

## Життєпис
Іродотос Дімітріу народився 10 квітня 1941 року в селі Тала поблизу міста Пафосу на Кіпрі. Після закінчення середньої школи вступив послушником в монастир Святого Неофіта, змінивши, за традицією, прізвище на «Енглістріотіс». Одночасно навчався в Пафський гімназії, яку закінчив у 1963 році. 3 листопада 1963 року єпископом Триміфунтським Георгієм (Павлідіса) висвячений на диякона. Протягом п'яти років виконував послух благочинного обителі. У 1968—1972 рр. — навчався на богословському факультеті Афінського університету.
19 жовтня 1972 року обраний ігуменом монастиря святого Неофіта.
12 листопада 1972 року Архієпископом Макарієм III висвячений в сан пресвітера і затверджений на посаді ігумена.
25 лютого 1978 року обраний митрополитом Пафським; на наступний день хіротонізований на єпископа з возведенням у сан митрополита.
22 грудня 2000 року від Православної церкви Кіпру був присутній на відспівуванні Патріарха Єрусалимського Діодора в Кафедральному храмі Єрусалимської Патріархії святих Рівноапостольних Костянтина і Олени
У 2004 році виступив проти запропонованого ООН плану возз'єднання Кіпру. Згодом він зазначив: «народ Кіпру усвідомив цю загрозу і відкинув запропонований ООН план Кофі Аннана щодо вирішення кіпрської проблеми, який передбачав руйнування нашої держави і беззастережну капітуляцію перед окупаційними силами». Позиція митрополита Хризостома лягла в основу відповідної заяви Священного Синоду Православної Церкви Кіпру.
Виконував обов'язки місцеблюстителя Архієпископського Престолу з вересня 2006 року, коли був відправлений на відпочинок Архієпископ Хризостом I, який не міг з 2002 року виконувати свої обов'язки в зв'язку з черепно-мозковою травмою і хворобою Альцгеймера.
5 листопада 2006 року більшістю голосів при загальному голосуванні виборців з числа архієреїв, кліриків і мирян обраний Архієпископом Нової Юстиніани і всього Кіпру.
Інтронізація відбулася 12 листопада 2006 року в кафедральному соборі святого Іоанна в Нікосії.
При архієпископі Хризостомі II в 2007 році прийнято історичне рішення про розширення складу Священного Синоду. Було відновлено давні митрополії і єпископії, а також утворені нові. Серед них митрополії: Констанцського і Аммохостська, Кіккська і Тіллірійська, Тамассоська і Орінійська, Триміфунтська, а також хорєпископії: Карпасійська, Арсінойська, Амафунтська.
13 вересня 2010 Священний Синод Православної Церкви Кіпру на урочистому засіданні, що проходило в присутності президента Дімітріса Хрістофіаса та інших представників влади Республіки Кіпр, офіційно затвердив новий Статут Церкви.
Архієпископ Хризостом II нерідко робив різкі заяви на адресу кіпрського уряду, нездатного вирішити питання окупації Північного Кіпру.
У березні 2013 року в ході конфіскаційної банківської реформи на Кіпрі висловив готовність передати все майно Церкви державі, заявив себе прихильником якнайшвидшого виходу країни із зони євро, і оцінив вступ Кіпру в Європейський Союз як історичну помилку.
У травні 2011 року висловив стурбованість з приводу зазіхань Російської православної церкви на першість у православному світі, а також заявив, що п'яте місце в диптихах помісних церков повинна займати Церква Кіпру, а не Російська Церква.
У січні 2019 року висловив підтримку Православної Церкви України.
8 червня 2019 року, глава Відділу зовнішніх церковних ВЗЦЗ РПЦ митрополит Волоколамський Іларіон (Алфєєв) відвідав Кіпрську архієпископію, де зустрівся із архієпископом Хризостомом.
24 жовтня 2020 року, під час синодальної спільної Божественної літургії у монастирі Богородиці Хрісоррогіатісса, що у м. Пафос, вперше під час Великого входу пом'янув у Диптиху ім'я Блаженнійшого Митрополита Київського і всієї України Епіфанія, чим визнав Автокефалію Православної Церкви України. Після цього рішення глава ВЗЦЗ Московського патріархату Іларіон (Алфеєв) заявив, що Російська церква перестане згадувати Хризостома за богослужінням і розірве особисто із ним «євхаристійне спілкування», але з іншими архієреями Кіпрської церкви які не визнали ПЦУ не буде розривати євхаристійного єднання. У той же день чотири кіпрських митрополити: митрополит Лімасольский Афанасій, Кіккський Никифор, Тамаський Ісая, а також єпископа Аматський Миколай, виступили із заявою про перевищення архієпископом Кіпру Хризостомом своїх повноважень і вимогою скликати позачергове засідання Синоду. Хризостом назвав парасинагогою чотирьох ієрархів Кіпрської церкви які повстали проти його рішення визнати ПЦУ й сказав що вони заслуговують на позбавлення сану.
2 листопада 2020 року Предстоятель ПЦУ митрополит Епіфаній подякував архієпископу Хризостому II за визнання ПЦУ. Архієпископ Хризостом висловив переконання, що інші Помісні Церкви, включаючи РПЦ, повинні прийняти той факт, що Українській Церкві наданий Томос і вона є в Диптиху автокефальних Церков. Також Хризостом запросив Епіфанія відвідати з мирним візитом Кіпрську Церкву.
13 листопада 2020 року Предстоятель ПЦУ митрополит Епіфаній привітав Хризостома ІІ з Днем тезоіменитства.
У липні 2021 року попередив священників Кіпрської церкви, що знизить їм зарплату, якщо дізнається, що вони закликали не робити вакцинацію від Covid-19 і носити маски. Крім того, він заявив, що звільнить всіх працівників архієпархії, які не зроблять вакцинацію від коронавірусу.
Помер 7 листопада 2022 року о 06:40 ранку після тривалої хвороби (рак печінки).

## Нагороди та відзнаки
- Орден князя Ярослава Мудрого I ступеня (Україна, 27 липня 2013) — за видатну церковну діяльність, спрямовану на підйом авторитету православ'я у світі, і з нагоди святкування в Україні 1025-річчя хрещення Київської Русі[24]
- Орден святого рівноапостольного великого князя Володимира I ступеня (РПЦ, 2008)
- Орден Слави і Гідності I ступеня (РПЦ, 2013)[25]
- Орден Святого царя Константина (Сербська Православна Церква, 2013)[26]